# 1934年の相撲
1934年の相撲（1934ねんのすもう）は、1934年の相撲関係のできごとについて述べる。
1933年-1934年-1935年

## できごと
- 5月、新大関・男女ノ川が誕生。

## 本場所
- 1月場所
  - 幕内最高優勝：男女ノ川登三（高砂部屋） - 9勝2敗（2場所ぶり2回目）[1]
- 5月場所
  - 幕内最高優勝：清水川元吉（二十山部屋） - 11戦全勝（4場所ぶり3回目）[2]

## 誕生
- 1月22日 - 岩風角太郎（最高位：関脇、所属：若松部屋→西岩部屋→若松部屋、+ 1988年【昭和63年】）[3]
- 2月12日 - 高錦昭應（最高位：前頭11枚目、所属：高砂部屋）[4]
- 2月23日 - 安念山治（最高位：関脇、所属：立浪部屋、+ 2021年【令和3年】）[5][6]
- 4月29日 - 佐賀光健吾（最高位：十両5枚目、所属：二所ノ関部屋、+ 2011年【平成23年】）
- 5月31日 - 隠岐ノ島恵一（最高位：十両7枚目、所属：時津風部屋、+ 1986年【昭和61年】）
- 7月24日 - 兼三（元・立呼出、所属：時津風部屋）
- 7月27日 - 時津浪朋納（最高位：十両4枚目、所属：時津風部屋、+ 1996年【平成8年】）
- 7月27日 - 朝錦利則（最高位：十両12枚目、所属：高砂部屋）
- 10月3日 - 大緑勝五郎（最高位：十両筆頭、所属：高砂部屋）
- 11月25日 - 若羽黒朋明（最高位：大関、所属：立浪部屋、+ 1969年【昭和44年】）[7]

## 死去
- 5月17日 - 勘太郎（元呼出、* 1858年【安政5年】）
- 5月19日 - 北海大太郎（最高位：前頭筆頭、所属：高砂部屋、* 1862年【文久2年】）
- 6月25日 - 岩木山孫平（最高位：前頭6枚目、所属：清見潟部屋、* 1890年【明治23年】）[8]
- 10月14日 - 大纒千代吉（最高位：前頭筆頭、所属：出来山部屋→八角部屋→出来山部屋、* 1863年【文久3年】）